# 徳江京子
徳江 京子（とくえ きょうこ、1935年 - ）は日本の元フィギュアスケート選手。ローラースケート選手。専修大学卒。兄はフィギュアスケート選手の徳江洋。

## 経歴
満洲新京生まれ。スケートは家の庭でリンクを作り練習した。戦後の昭和21年10月に満州より引き揚げてきた。一家は栃木県日光市に住む。
フィギュアスケート競技では、小学生6年の12歳のとき1947年の第15回全日本選手権兼第1回国体に宮城県代表で出場し、3位となる。
1954年（昭和29年）、ローラースケート競技に転向する。1956年の第4回の全日本フィギュア選手権大会から5年連続で1位となる。1956年の全日本選手権では、女子1名の参加であったが、総得点は男子1位を上回った。1959年には、ベルリンで行われた世界ローラースケートフィギュア選手権大会に日本代表として出場し、21人中20位となる。1960年（昭和35年）引退。

## 主な戦績
- フィギュア競技

| 大会/年      | 1946-47 | 1947-48 | 1948-49 | 1949-50 | 1950-51 | 1951-52 | 1952-53 |
| ------------ | ------- | ------- | ------- | ------- | ------- | ------- | ------- |
| 国民体育大会 | 3       |         |         |         |         | 3       | 3       |
| 全日本選手権 | 3       |         |         |         |         |         |         |

- ローラーフィギュア競技

| 大会/年      | 1954 | 1955 | 1956 | 1957 | 1958 | 1959 | 1960 |
| ------------ | ---- | ---- | ---- | ---- | ---- | ---- | ---- |
| 世界選手権   |      |      |      |      |      | 20   |      |
| 全日本選手権 |      | 2    | 1    | 1    | 1    | 1    | 1    |